# Kunihiko Takahashi
Kunihiko Takahashi (jap. 高橋 邦彦, Takahashi Kunihiko; * 4. März 1969 in der Präfektur Nagasaki) ist ein japanischer Poolbillardspieler. Er wurde 1998 Weltmeister in der Disziplin 9-Ball.

## Karriere
Takahashi begann im Alter von 17 Jahren Billard zu spielen.
Bei den US Open 1995 erreichte, ein Jahr bevor er Profi wurde, den neunten Platz.
Nachdem er auch 1997 den neunten Platz belegt hatte, wurde er 1998 Vierter. Bei der 9-Ball-WM 1998 wurde er durch einen Finalsieg gegen Titelverteidiger Johnny Archer als zweiter Japaner nach Takeshi Okumura (1994) Weltmeister. Bei den Asienspielen 1998 gewann er nach einer Finalniederlage gegen Yang Ching-shun die Silbermedaille im 9-Ball-Einzel. Im 8-Ball gewann er Bronze im Einzel und, gemeinsam mit Satoshi Kawabata, im Doppel. Beim World Pool Masters 1999 wurde Takahashi, wie auch bei der International Challenge of Champions 1999 Dritter. Bei der US Open belegte er den 25. Platz.
Bei den Japan Open wurde Takahashi im März 2000 Dritter, bei der 9-Ball-WM und beim World Pool Masters 2000 Neunter. Bei den US Open 2000 belegte er den 49. Platz. 2001 schied er bereits in der Vorrunde der 9-Ball-WM aus, 2002 im Viertelfinale.
Bei den 9-Ball-Weltmeisterschaften 2003 und 2005 schied Takahashi jeweils in der Runde der letzten 32 aus, 2004 bereits in der Vorrunde. Bei den BCA Open 2005 wurde er Dreizehnter.
2006 schied er erneut in der Vorrunde der 9-Ball-WM aus. Bei den Japan Open 2008 belegte er den 17. Platz. 2011 belegte er den 17. Platz beim World 14.1 Tournament.
Bei den Japan Open 2013 und 2014 erreichte er die Runde der letzten 64.